# Thierry de Ludre
Armand Thierry, comte de Ludre, est un diplomate et journaliste français né le 30 juillet 1903 à Paris et mort assassiné le 17 juin 1940, sur la route qui le menait de Montargis à Avord. 

## Biographie
Il est, par sa mère, le petit-fils du député du Maine-et-Loire, le comte Armand de Maillé. Son père, Fery de Ludre, a été député de Nancy de 1902 à 1915. Ami de Gustav Stresemann, cet ancien attaché d'ambassade à Berlin (1927-1928) était un militant d'extrême-droite[source insuffisante], pacifiste partisan du rapprochement franco-allemand[réf. nécessaire].
Journaliste à L'Ordre[réf. nécessaire], il est arrêté sur ordre de Georges Mandel, alors ministre de l'Intérieur du gouvernement de Paul Reynaud, le 6 juin 1940 avec quatre autres détenus. Incarcéré à la Santé, il fut emmené vers le sud le 10 juin, surveillé par des gardiens armés. 
Arrivé à Cepoy près de Montargis le 15 juin, il continua vers le camp d'Avord avec plusieurs centaines d'autres détenus de la Santé. Faute de trains, les détenus voyagèrent à pied, encadrés par des gardes mobiles, des tirailleurs marocains et des réservistes du 51e régiment régional. Gardiens et prisonniers étaient affamés et treize prisonniers, certains exténués et d'autres tentant de s'évader, furent tués par les gardes mobiles placés en queue de colonne, entre le 15 et le 17 juin,. Le 17 juin, Thierry de Ludre, asthmatique et souffrant de troubles cardiaques, ne pouvait plus suivre le convoi après avoir marché plus de 14 km dans la journée et il fut abattu de deux balles dans la tête. Son cadavre fut retrouvé le lendemain par le garde-champêtre de Conflans-sur-Loing et inhumé au cimetière communal, comme étant celui d'un inconnu. Bien qu'introuvable, un non-lieu est prononcé à son sujet le 12 août 1940. À la suite de la plainte de sa famille pour homicide volontaire, une enquête judiciaire est lancée et le cadavre fut exhumé et reconnu par un dentiste comme étant celui de Thierry de Ludre. 
Le 19 novembre 1940, la commission d'enquête vichyste sur la disparition de Thierry de Ludre, dirigée par Pierre de Bénouville, accabla Georges Mandel, qui fut aussi déclaré responsable du massacre à Abbeville de 21 prisonniers évacués de Belgique. Quand la Milice cherchera quelqu'un à exécuter en représailles à l'assassinat de Philippe Henriot, le nom de Georges Mandel sera proposé pour « venger » de Ludre.